# Dragon (Terre du Milieu)
Cet article fait partie d'un « bon thème » labellisé en 2012.
Pour les articles homonymes, voir Dragon.

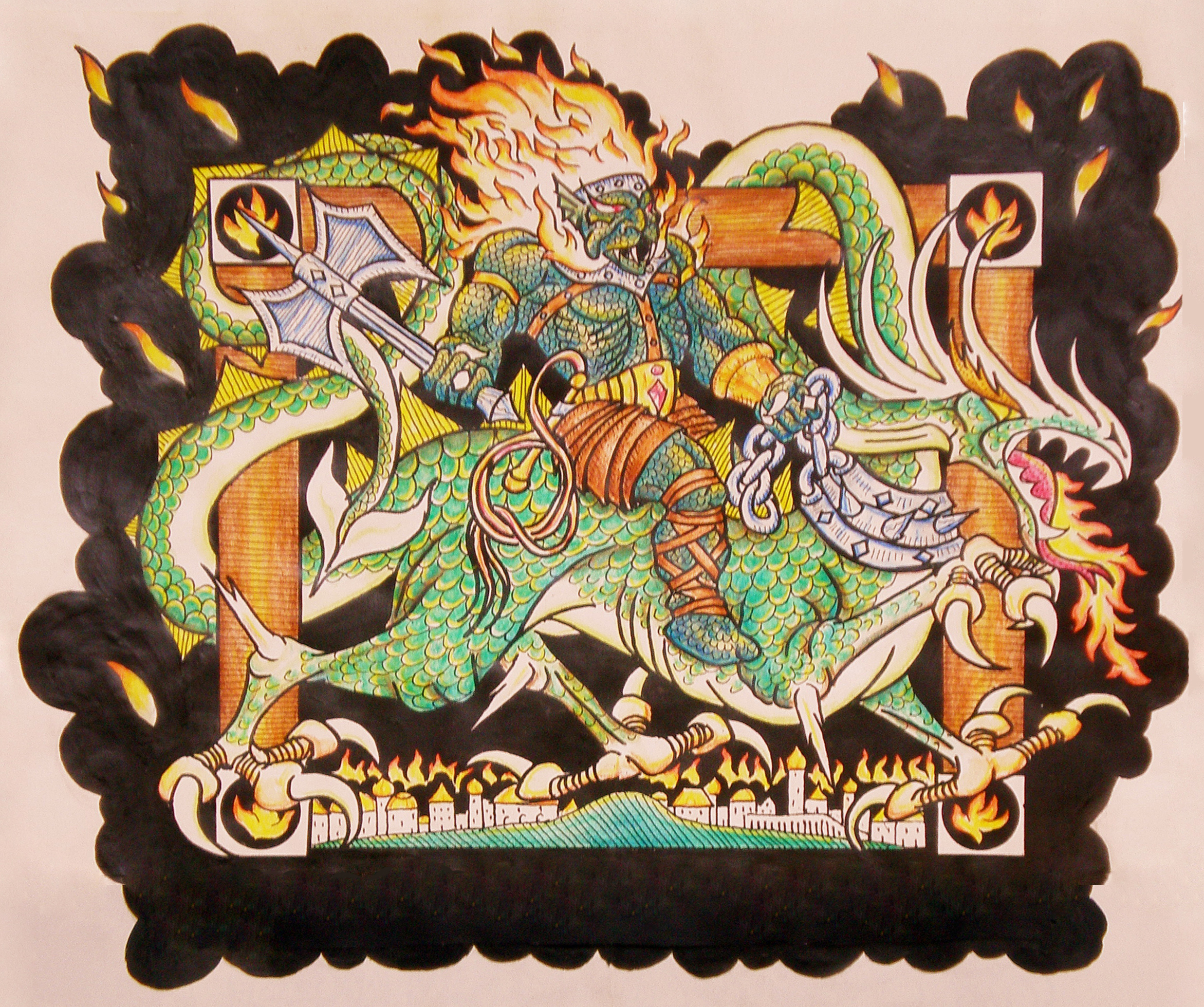
Dans les premiers écrits de Tolkien sur son légendaire, les Dragons sont chevauchés par des Balrogs : ici, Gothmog durant le siège de Gondolin.

Les Dragons sont des créatures imaginaires du légendaire de l'écrivain britannique J. R. R. Tolkien. Fortement inspirés des dragons de la littérature médiévale européenne, tels que Fáfnir ou le dragon de Beowulf, ou encore des dragons bibliques, combattus par les saints sauroctones, les dragons de Tolkien sont des figures emblématiques de la Terre du Milieu.
Élevés par Morgoth, les dragons sont d'abord dépourvus d'ailes au Premier Âge. Leur principal représentant, Glaurung, est l'ennemi dans le roman Les Enfants de Húrin et le destructeur de la cité de Nargothrond. La fin du Premier Âge voit l'apparition des dragons ailés, menés par Ancalagon, dont la mort entraîne la destruction du Thangorodrim et la chute de Morgoth. Au Troisième Âge, l'histoire des dragons est intimement liée à celle des nains des Montagnes Grises et de l'Erebor, qui se combattent pour les richesses du pays. De cette catégorie, le dragon Smaug, adversaire de Thorin et Cie dans Bilbo le Hobbit est le meilleur représentant.
Seuls quatre dragons sont nommés dans toute l'œuvre de Tolkien consacrée à la Terre du Milieu, mais les jeux qui s'en inspirent en ont inventé d'autres.

## Caractéristiques
Une note aux Annales d'Aman, datant vraisemblablement du début des années 1950, indique que Glaurung, le premier des dragons, « doit être un démon [? contenu dans une forme de ver] », ce qui l'apparente aux Balrogs, les démons de la peur, des Maiar ayant pris forme de « flammes enveloppées de ténèbres ».
En quenya, les dragons sont appelés lóki « dragon », ou angulóki, avec ango « serpent ». Leurs équivalents en sindarin étant lhûg et amlug,.
Il existe plusieurs sortes de Dragons. L'aîné, Glaurung est un ver (worm), un dragon rampant dépourvu d'ailes et crachant du feu. Il est le premier des urulóki, les « dragons de feu », du quenya úr « feu ». Il existe également les fëalóki, les « dragons-étincelles », du quenya faire « rayonnement » et les rámalóki, les « dragons ailés », du quenya ráma « aile », dont font partie les dragons après Ancalagon. Un autre type de dragon est donné sans plus de précisions dans les Étymologies, le lingwilókë en quenya, ou lhimlug en sindarin, « dragon-poisson » ou « serpent de mer », du quenya lingwe et du sindarin lhimb, lhim « poisson ». Au Troisième Âge sont mentionnés, dans les Montagnes Grises, des « dragons froids » (cold-drakes), qui s'en prennent aux Nains établis dans ces montagnes et les chassent en 2589 T. A..
Tous ces Dragons partagent, entre autres traits de caractère, une forte avarice, une grande intelligence doublée d'une ruse mauvaise, une grande force ainsi qu'un pouvoir hypnotique. Ils sont très puissants et dangereux, quoique leur maturation soit lente.[réf. nécessaire] Le feu des Dragons est dévastateur, suffisamment pour avoir fait fondre quatre des sept Anneaux des Nains, mais pas assez pour détruire l'Anneau unique :

« On a dit que le feu du dragon était capable de fondre et de consumer les Anneaux de Puissance, mais il ne reste plus maintenant sur terre aucun dragon dont la vieille flamme soit assez chaude ; et il n’y en eut jamais aucun, pas même Ancalagon le Noir, qui aurait pu faire du mal à l'Anneau Unique, l'Anneau Souverain, car celui-là avait été fait par Sauron lui-même. »

— Gandalf, Le Seigneur des anneaux
J. R. R. Tolkien utilise plusieurs termes pour désigner ces créatures : « drakes », « worms », « long-worms », ou encore « serpents ».[réf. souhaitée]

## Histoire
Les dragons sont « créés » à une date indéterminée du Premier Âge par Morgoth mais leur première apparition date de l'an 260 du Premier Âge, lorsque Glaurung, le premier et père des Dragons, fait sa première sortie pour une attaque surprise sur les plaines d'Ard-Galen. Sa carapace est encore incomplète, car il est encore jeune, ne faisant que « la moitié de sa taille d'adulte ». Il est aisément repoussé par un groupe d'archers emmené par le Ñoldo Fingon. S'ensuivent alors deux cents ans de paix relative, pendant lesquelles les dragons restent enfermés en Angband, Morgoth étant mécontent que Glaurung se soit trop tôt dévoilé. Au terme de ces deux cents ans, en l'an 455, Morgoth débute la Dagor Bragollach, la bataille de la Flamme Subite, en envoyant ses troupes de Balrogs et d'Orques menées par Glaurung sur les troupes noldorines et humaines, mettant ainsi fin à quatre cents ans de siège d'Angband et provoquant la ruine du Beleriand.
En 468, Maedhros, lié par le serment de Fëanor, crée l'Union de Maedhros, une alliance entre Elfes, Nains et Hommes (qu'ils soient des Edain ou des Orientaux) pour contrer Morgoth et défaire sa forteresse d'Angband. Malgré toutes les précautions prises par l'Union pour rester secrète, Morgoth apprend son existence et prépare ses forces. Ainsi débute la Nírnaeth Arnoediad en l'an 472. Maedhros prévoyait une attaque simultanée de ses troupes par l'est et par l'ouest par les troupes menées par son ami Fingon. Alors que les deux armées doivent se rejoindre devant les portes d'Angband, Morgoth vide sa forteresse, et notamment Glaurung à la tête d'une troupe de dragons. L'arrivée de Glaurung et des dragons marque un tournant de la bataille, car « les Elfes et les Humains s'effondraient devant lui ». Cependant, l'offensive de dragons est arrêtée par le contingent des Nains, dirigé par Azaghâl. Les Nains assaillent les dragons avec leurs haches, provoquant la fureur de Glaurung qui renverse et écrase Azaghâl, qui en retour transperce Glaurung dans le ventre. Gravement blessé, le dragon, suivi de sa progéniture, rentre à Angband. En 495, il ressort d'Angband, et participe à la prise de la cité de Nargothrond, durant laquelle il rencontre et ensorcelle Túrin puis sa sœur Nienor, avant d'être tué par Túrin quelques années plus tard.
Les dragons ne réapparaissent que plusieurs années plus tard, en 507, lorsque Morgoth, ayant appris l'emplacement de Gondolin grâce à Húrin puis Maeglin, attaque la cité en envoyant en tête les Balrogs et les dragons « qui étaient maintenant nombreux et terrifiants ». Gondolin est détruite, mais des survivants menés par Tuor s'enfuient et trouvent refuge à l'embouchure du Sirion. En 524, Tuor et Idril quittent leur peuple et font voile vers l'ouest à bord de l'Eärramë, un vaisseau construit par Tuor. Eärendil leur fils, âgé de 25 ans, devient le seigneur de leur communauté, au côté de sa femme Elwing, petite-fille de Beren et Lúthien, qui possède l'un des trois Silmarils. L'année qui suit le départ de ses parents, Eärendil entreprend ses premières navigations, puis avec l'aide d'Elwing et du Silmaril, parvient à rallier Valinor en 533 du Premier Âge. Là, il plaide pour que les Valar viennent en aide aux peuples de Terre du Milieu qui combattent Morgoth. En 547, l'armée des Valar, dirigée par Eönwë le héraut de Manwë, Finarfin, roi des Ñoldor d'Aman, Ingwë, roi des Vanyar et Eärendil volant sur le Vingilot marchent sur le Thangorodrim pour mettre fin au joug de Morgoth. Malgré toutes les forces qu'il engage, Morgoth est vite dépassé par les armées des Valar. Il envoie donc son dernier atout, les premiers dragons volants, dirigés par Ancalagon le Noir. L'attaque est pareille à une tempête, et les Valar sont repoussés. Eärendil volant sur son Vingilot intervient, accompagné d'une armada d'oiseaux dirigés par l'Aigle Thorondor, et abat Ancalagon sur les sommets du Thangorodrim, mettant fin à la guerre de la Grande Colère et menant à l'emprisonnement de Morgoth et à la fin du Premier Âge. La plupart des dragons sont exterminés lors de cette bataille. Selon la Quenta Silmarillion, seul un couple de dragons survécut et s'enfuit vers l'est. Durant le Second Âge, les récits sont centrés principalement sur l'histoire de Númenor et ses relations avec les Elfes restés en Terre du Milieu, l'histoire des dragons durant cet âge n'est donc pas contée. Aux environs de l'an 2000 T. A., Fram tue Scatha, le dernier des Grands-Vers des Montagnes Grises. Vers 2210, Thorin Ier quitte l'Erebor, réunit les Nains de la lignée de Durin et les mène dans les Montagnes Grises. Le pays est toujours occupé par des dragons et on apprend qu'ils « redevinrent puissants et se multiplièrent, et ils firent la guerre aux Nains, pillant leurs installations. » En 2589, Dáin Ier et son fils Frór sont tués par un Grand Drac. Environ deux cents ans plus tard, en 2770, Smaug le Doré, « le dernier des grands Dragons », attaque l'Erebor et en chasse les Nains. Il est tué en 2941, par Bard.

## Représentants
Tolkien ne nomme qu'une poignée de dragons dans ses textes liés à la Terre du Milieu. Glaurung, le père de tous les Dragons, Smaug le Doré, Ancalagon le Noir et Scatha jouent un rôle actif dans l'histoire de la Terre du Milieu. Un autre dragon est nommé dans « Les Étymologies » sans plus de précisions : Gostir « terrible regard », du sindarin gost « effroi, terreur » et thîr « regard, visage, expression, mine ». Un sixième dragon, « un Grand Drac au sang glacé » (a great cold-drake), est responsable de la mort de Dáin Ier et de son fils Frór en 2589 T. A., aux portes de leur palais dans les Montagnes Grises.

### Glaurung
Glaurung, l'aîné des Dragons, apparaît en 260 du Premier Âge, lors de la bataille de Dagor Aglareb, mais trop jeune, il est mis en fuite par les Elfes. Il réapparaît à la Dagor Bragollach puis à la Nírnaeth Arnoediad, où il joue un rôle clé dans la victoire de Morgoth. En 495 P. A., il conduit le sac de Nargothrond, où il croise la route de Túrin et Nienor qu'il ensorcelle. Il est tué par Túrin en 499 P. A.

### Ancalagon le Noir
Ancalagon (« mâchoires impétueuses » en sindarin), dit le Noir, est le premier dragon ailé à apparaître en Terre du Milieu et également le plus grand dragon ailé qui ait existé. Il apparaît pour la première et dernière fois lors de la guerre de la Grande Colère. Envoyé par Morgoth comme dernier recours à la tête d'une armée de dragons ailés, il est abattu en plein ciel par Eärendil et Thorondor, provoquant la destruction du Thangorodrim et la défaite de Morgoth.

### Smaug le Doré
Smaug le Doré est « le dernier des grands Dragons » et « le plus puissant de son temps ». Il chasse les Nains d'Erebor en 2770 T. A., où il s'installe. Il massacre une grande partie de la population puis ravage la ville de Dale. La région autour de l'Erebor est renommée la Désolation de Smaug jusqu'en 2941, date à laquelle Bilbon Sacquet et Thorin et Cie pénètrent en Erebor et volent une coupe à Smaug. Cherchant à retrouver le voleur, il attaque Esgaroth, détruit la ville mais est finalement tué par Bard l'Archer, événement relaté dans Bilbo le Hobbit.

### Scatha
Scatha (du vieil anglais « offenseur, ennemi, voleur ») est un dragon qui terrorise la région des Montagnes Grises jusqu'à ce que Fram, un homme appartenant aux ancêtres  des Rohirrim, le tue aux alentours de 2000 T. A., libérant ainsi le pays des derniers dragons. Fram doit alors faire face aux Nains qui revendiquent le trésor de Scatha. Fram fait sertir les dents du dragon en collier qu'il offrit aux Nains, qui le tuèrent pour se venger d'un tel affront. À la fin de la guerre de l'Anneau, Éowyn offre un cor venant du trésor de Scatha, à Meriadoc Brandebouc.

## Création et évolution
Les dragons fascinent Tolkien dès l'enfance. Vers l'âge de sept ans, il s'essaye à la rédaction d'une histoire de dragons dont il ne garde que le souvenir de sa mère[réf. nécessaire] lui faisant remarquer « qu'on ne pouvait pas dire « un vert grand dragon », qu’il fallait mettre « un grand dragon vert ». » Cette histoire lui a probablement été inspirée par la lecture de The Story of Sigurd, une adaptation de la légende scandinave de Sigurd et Fáfnir rédigée par Andrew Lang et parue dans The Red Fairy Book en 1890,.
Les dragons réapparaissent dans ses premiers écrits sur la Terre du Milieu, dans le conte de La Chute de Gondolin, rédigé vers 1916-1917. Tolkien présente deux types de dragons : « [d]es dragons de feu et [d]es serpents de bronze et de fer » envoyés par Morgoth, lors du sac de Gondolin. Forgés par Morgoth et les forgerons d'Angband, certains servent de transport pour les orques de Morgoth, tandis que d'autres, formés de métal en fusion ou de « pure flamme », servent de montures aux Balrogs :

« Certains étaient tout de fer si adroitement relié qu’ils pouvaient couler comme de lentes rivières de métal ou bien s’enrouler autour et par-dessus tout obstacle qui se présentait à eux, […], d’autres de bronze et cuivre reçurent des cœurs et des esprits de feu brûlant, et ils réduisaient en cendres tout ce qui se trouvait devant eux par la terreur de leur souffle ou écrasaient tout ce qui échappait à leur ardeur ; encore d’autres étaient des créatures de pure flamme qui se tordaient comme des cordes de métal fondu, et  ils ruinaient tout tissu dont ils s’approchaient, et le fer et la pierre fondaient devant eux et devenaient comme de l’eau, et sur ceux-ci chevauchaient des Balrogs par centaines ; et c’étaient les pires de tous les monstres que Melko conçut contre Gondolin. »

— J. R. R. Tolkien, La Chute de Gondolin.
En 1919, lors de la rédaction de la première version du récit des Enfants de Húrin, Turambar et le Foalókë, la vision des dragons évolue. Considérés comme les créatures les plus puissantes et les plus maléfiques après les Balrogs, les dragons sont rusés et menteurs et convoitent particulièrement les richesses, à l'image de leur maitre Morgoth. Dans cette version, on apprend également que « quiconque goûte le cœur d’un dragon connaîtra toutes les langues des Dieux ou des Hommes, d’oiseaux ou de bêtes, et ses oreilles attraperaient les murmures des Valar ou de Melko comme jamais ils ne les auraient entendus auparavant », mais qu'aucun homme n'a réussi cet exploit de goûter le sang d'un dragon car « il est tel un poison de feux qui tue tout être qui ne posséderaient pas la force d’un Dieu ». Quelques pages plus loin, Tolkien divise les dragons selon deux catégories : les dragons froids, qui ont la particularité d'avoir des ailes et donc de se déplacer rapidement et les dragons chauds, sans ailes et lents, et dont « certains vomissent des flammes, et le feu danse sous leurs écailles et leur désir et leur avarice et leur maléfice rusé est le plus grand parmi toutes les créatures… » C'est à cette dernière catégorie qu'appartient Glaurung.

## Critique et analyse

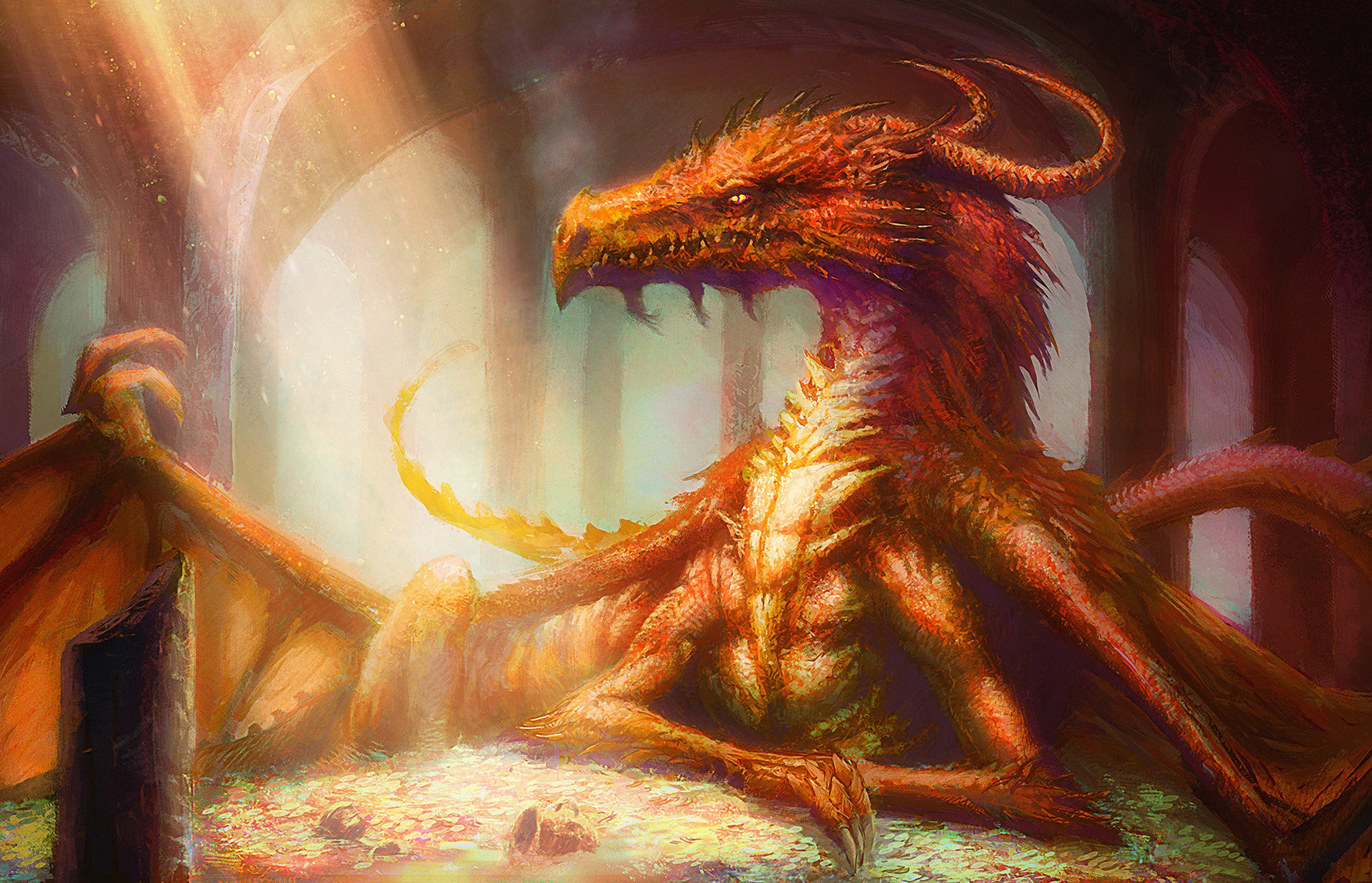
Fan art de Smaug par David Demaret

John D. Rateliff divise les dragons de Tolkien en trois grands groupes. Le premier, le moins important selon Rateliff, regroupe l'ensemble des dragons « indifférenciés », mais qui jouent un rôle actif, comme les dragons qui combattent les Nains dans les Montagnes Grises, ceux qui attaquent Gondolin ou la horde de dragons volants menés par Ancalagon,. Ce groupe permet la mise en contexte des dragons individuels, en mettant en évidence qu'« ils ne sont pas les seuls de leur espèce ». Le second comprend les dragons individuels qui jouent un rôle important dans l'histoire, sans être pour autant décrits : Ancalagon ou Scatha ne sont guère connus au-delà de leurs noms et des circonstances de leur mort. Le lecteur « souhaiter[ait] en savoir plus à leur propos », mais le caractère lacunaire de ces personnages rapproche les récits de Tolkien des véritables mythologies européennes, où l'on trouve également des événements et des personnages connus de manière purement allusive. Enfin, le dernier groupe rassemble les dragons les plus importants, ceux qui possèdent une personnalité complètement développée : c'est le cas de Glaurung et de Smaug.
Freidhelm Scheidewind suggère que les vers ont été élevés à partir de serpents et que les dragons ailés ont été créés par mélange entre les vers, des aigles géants et des serpents. Il note, par ailleurs, qu'« on ignore si ce sont des races ou des espèces séparées. »

## Adaptations et héritages
La plupart des illustrateurs se sont attachés à représenter Ancalagon, Glaurung ou Smaug plutôt que les dragons de la Terre du Milieu en général.
Dans les jeux dérivant de l'œuvre de J. R. R. Tolkien, de nombreux dragons ont été inventés, en s'éloignant du canon. Iron Crown Enterprises a ainsi inventé des dragons pour son Jeu de rôle des Terres du Milieu (Middle-earth Role Playing) et pour Les Sorciers, un jeu de cartes à collectionner dans l'univers de la Terre du Milieu. Dans le jeu de stratégie en temps réel La Bataille pour la Terre du Milieu II, qui s'inspire de la trilogie cinématographique du Seigneur des anneaux par Peter Jackson, il y a un dragon nommé Drogoth. Dans Le Seigneur des Anneaux Online, un dragon mort nommé Thorog, est ressuscité par le Roi-Sorcier d'Angmar pour l'aider à contrôler les Monts Brumeux. Dans une extension du jeu, L'essor d'Isengard, un raid de douze ou vingt-quatre joueurs a lieu dans la tanière de Draigoth, un autre dragon des Monts Brumeux, au sud de l'Enedwaith.
Games Workshop, propose des figurines de dragons pour son jeu de bataille Le Seigneur des anneaux.

### Note
1. ↑  Lóki est le pluriel de lókë.
2. ↑  Des dragons apparaissent dans d'autres œuvres de fiction de Tolkien, notamment Chrysophylax Dives, présent dans le conte Le Fermier Gilles de Ham, et le Grand Dragon Blanc de la Lune de Roverandom.
3. ↑  Rateliff adjoint aussi les dragons de la lune dans Roverandom et les dragons dans Le Fermier Gilles de Ham.
4. ↑  Rateliff liste également le Grand Dragon Blanc de la Lune dans Roverandom et Chrysophylax Dives dans Le Fermier Gilles de Ham dans cette catégorie.

#### Ouvrages de Tolkien
- J. R. R. Tolkien (trad. Francis Ledoux), Bilbo le Hobbit [« The Hobbit »] [détail des éditions].
- J. R. R. Tolkien (trad. Francis Ledoux, Tina Jolas), Le Seigneur des anneaux [« The Lord of the Rings »] [détail des éditions].
- J. R. R. Tolkien (trad. Pierre Alien), Le Silmarillion [« The Silmarillion »] [détail des éditions].
- J. R. R. Tolkien et Christopher Tolkien (trad. Adam Tolkien), Le Second Livre des contes perdus [« The Book of Lost Tales: Part 2 »] [détail des éditions].
- J. R. R. Tolkien et Christopher Tolkien (trad. Daniel Lauzon, Elen Riot), Les Lais du Beleriand [« The Lays of Beleriand »] [détail des éditions].
- J. R. R. Tolkien et Christopher Tolkien (trad. Daniel Lauzon), La Formation de la Terre du Milieu [« The Shaping of Middle-earth »] [détail des éditions].
- J. R. R. Tolkien et Christopher Tolkien (trad. Daniel Lauzon), La Route perdue et autres textes [« The Lost Road and Other Writings »] [détail des éditions].
- (en) J. R. R. Tolkien et Christopher Tolkien, The War of the Jewels, HarperCollins, 2002, 470 p. (ISBN 0-261-10324-5).
- (en) J. R. R. Tolkien et Christopher Tolkien, The Peoples of Middle-earth, HarperCollins, 2002, 482 p. (ISBN 0-261-10348-2).
- (en) J. R. R. Tolkien et John D. Rateliff, The History of The Hobbit, Part One: Mr. Baggins, HarperCollins, 2007, 467 p. (ISBN 0007235550).
- (en) J. R. R. Tolkien et John D. Rateliff, The History of The Hobbit : Part Two: Return to Bag-End, HarperCollins, 2007, 438 p. (ISBN 0007250665).
- J. R. R. Tolkien et Christopher Tolkien (trad. Christine Laferrière), Les Monstres et les Critiques et autres essais [« The Monsters and the Critics and Others Essays »], Christian Bourgois, mai 2006 (ISBN 9782267018202).
- J. R. R. Tolkien, Christopher Tolkien et Humphrey Carpenter (trad. Delphine Martin et Vincent Ferré), Lettres [« Letters of J.R.R. Tolkien »] [détail des éditions]

#### Ouvrages sur Tolkien
- (en) Wayne G. Hammond et Christina Scull, The Lord of the Rings: A Reader's Companion, HarperCollins, 2005 (ISBN 0-00-720907-X).
- (en) Wayne G. Hammond et Christina Scull, The J.R.R. Tolkien Companion and Guide: Reader's Guide, Houghton Mifflin, 2006, 1256 p. (ISBN 978-0-618-39101-1).
- Wayne G. Hammond et Christina Scull (trad. Jacques Georgel), J. R. R. Tolkien, Artiste et Illustrateur [« J.R.R. Tolkien, Artist & Illustrator »], Christian Bourgois, 1996 (ISBN 2-267-01362-2).
- (en) Freidhelm Scheidewind, « Biology of Middle-earth », dans Michael D. C. Drout, J.R.R. Tolkien Encyclopedia : Scholarship and Critical Assessment, Routledge, 2006 (ISBN 0415969425, lire en ligne).